# Joan I d'Holanda
Joan I d'Holanda (1284) - Haarlem, 10 de setembre de 1299) va ser  comte d'Holanda des 1296 a 1299. Era fill de Florenci V, comte d'Holanda, i de Beatriu de Flandes.

## Història
La mort de Florenci V, el 1296, va causar greus disturbis en el comtat d'Holanda, a causa de l'administració durant la minoria d'edat del jove compte Joan, que va ser trucat de la cort d'Eduard I d'Anglaterra per succeir al seu pare. Teodoric, comte de Clèveris, Joan I d'Hainaut i Wolfert I van Borselen es van disputar durant algun temps la seva tutela. Tanmateix, Van Borselen, més hàbil, havent rebut a Joan a Veere a la seva tornada] d'Anglaterra, es va atribuir la regència.
El regent va adoptar una política de neutralitat respecte de Flandes i d'Anglaterra. Les seves extorsions i les seves violències, però per damunt de tot els canvis monetaris, amb els quals els comerciants se sentien molt molests, li van atreure l'odi de tota la nació. El que va acabar de perdre'l va ser l'atreviment d'atacar els privilegis del país, particularment els de la ciutat de Dordrecht. Van Borselen va creure poder salvar-se fugint a Zelanda amb el seu jove pupil; però va ser arrestat i traslladat a la presó de Delft, on va ser massacrat pel populatxo l'1 d'agost de 1299.
Joan I d'Hainaut, comte d'Hainaut, el seu parent més pròxim, que havia disputat la regència a Van Boserlen, es va apoderar d'ella darrere la seva mort. Bé fos emmetzinat pel seu cosí Joan I d'Hainaut bé a causa d'una disenteria, Joan I va morir a Haarlem, el 10 de setembre de 1299.

## Matrimoni
El 1297 Joan I es va casar amb la princesa Elisabet de Rhuddlan filla d'Eduard I d'Anglaterra i de la seva primera esposa Elionor de Castella (1241-1290). El matrimoni no va tenir descendència.